# Constantine Samuel Rafinesque
Aquest autor és citat en taxonomia animal amb el nom «Rafinesque».
Constantine Samuel Rafinesque-Schmaltz (Gàlata, Istanbul, 22 d'octubre de 1783 - Filadèlfia, 18 de setembre de 1840) va ser un científic en molts camps que va destacar especialment en botànica i arqueologia. Era d'origen francès, alemany i italià i va adoptar la nacionalitat estatunidenca.
Era poliglot i es va interessar també per la zoologia, la malacologia, la ictiologia, la meteorologia i la literatura. També va mostrar interès per la teoria de l'evolució. En el seu temps se'l considerava un excèntric.

## Biografia
Passà la seva joventut a Marsella sense rebre pràcticament educació formal, però als 12 anys ja sabia llatí i havia construït un herbari.
Dels 9 als 12 anys viu als Estats Units i després s'instal·la a Palerm a Sicília. Allí comercia amb les plantes medicinals. El 1815 la seva dona l'abandona i un fill seu mor, aleshores decideix tornar a Amèrica. A Nova York és nomenat membre del nou Lyceum of Natural History, en aquesta data ja havia descrit i donat nom a més de 250 espècies biològiques. El seu llibre Medical Flora, a manual of the Medical Botany of the United States of North America (1828-1830) és la seva obra més coneguda.
En els llibres que publica entre 1836 i 1838, proposa centenars de nous gèneres i milers de noves espècie (uns 6.700 tàxons).
Es va desprestigiar enfront de la comunitat científica del seu temps per les seves extravagàncies en crear espècies fins i tot basades en la mitologia, o la fantasia (com un llibre sobre les serps de mar) però també va fer estudis seriosos.
Va fer la seva pròpia versió de la teoria de l'evolució.
Morí de càncer i les seves col·leccions científiques de biologia van quedar dispersades o destruïdes.
El 1841, Thomas Nuttall li dedicà el gènere Rafinesquia (família Asteràcia) que compta amb dues espècies.

## Obres
- 1810: Indice d'ittiologia siciliana; ossia, catalogo metodico dei nomi latini, italiani, e siciliani dei pesci, che si rinvengono in Sicilia disposti secondo un metodo naturale e seguito da un appendice che contiene la descrizione de alcuni nuovi pesci sicilian. Messine : 1–70, 2 pls.
- 1814: Specchio delle scienze (Palerm).
- 1815: Analyse de la nature, ou tableau de l'univers et des corps organisés (Palerme), dans lequel il tente d'élaborer un nouveau système de classification.
- 1817: Florula ludoviciana.
- 1824: Ancient history, or Annals of Kentucky; with a survey of the ancient monuments of North America, and a tabular view of the principal languages and primitive nations of the whole earth — Un exemplaire numérique peut être consulté librement sur Archive.org.
- 1825: Neogenyton.
- 1828-1830: Medical Flora, a manual of the Medical Botany of the United States of North America.
- 1832-1833: Atlantic Journal and Friend of Knowledge (8 volumes).
- 1832: A monograph of the fluviatile bivalve shells of the river Ohio — Un exemplaire numérique peut être consulté librement sur Archive.org.
- 1836: A life of Travels.
- 1836: The American nations; or, outlines of their general history, ancient and modern, including: the whole history of the earth and mankind in the western hemisphere; the philosophy of American history; the annals, traditions, civilization, lanuguages, &c., of all the American nations, tribes, empires, and states — Un exemplaire numérique peut être consulté librement sur Archive.org.
- 1836-1838: New flora and botany of North America (4 volumes).
- 1838: Alsographia americana.
- 1838: Sylva tellurana. Mantis synopt. New genera and species of trees and shrubs of North America, and other regions of the earth, omitted or mistaken by the botanical authors and compilers, or not properly classified, now reduced by their natural affinities to the proper natural orders and tribes — Un exemplaire numérique peut être consulté librement sur Archive.org.
- 1838: The ancient monuments of North and South America — Un exemplaire numérique peut être consulté librement sur Archive.org.
- 1840: Autikon botanikon. Icones plantarum select. nov. vel rariorum, plerumque americana, interdum african. europ. asiat. oceanic. — Un exemplaire numérique peut être consulté librement sur Archive.org.